# Arkology
Arkology är en samlingsbox med tre CD-album utgiven 1997 som innehåller några av Lee "Scratch" Perrys bästa inspelningar mellan 1976 och 1979 med idag legendariska reggaeartister som Max Romeo, The Congos, The Meditations, Junior Murvin, Mikey Dread, Augustus Pablo m.fl. samt med sig själv och studiobandet The Upsetters.
Inspelningarna är gjorda i Perrys inspelningsstudio The Black Ark, som även fungerade som skivmärke medan Perry samarbetade med bl.a. Island Records när det gällde internationell distribution. Många av låtarna i samlingen är instrumentalversioner, dubversioner eller versioner med en annan text eller en annan artist förutom den originalversion och originalartist som gjorde låten internationellt känd. Denna samling har därför främst attraherat reggaefans, som förutom att älska de reggaeklassiker som presenteras, även är intresserade av hur reggaen – där Perry har en stor roll – utvecklades under dessa viktiga år.

## Låtlistor

### CD 1
1. Lee Perry & The Upsetters - Dub Revolution (Part 1)
2. Max Romeo - One Step Forward
3. The Upsetters - One Step Dub
4. Devon Irons - Vampire
5. The Upsetters - Vampire Dub
6. The Heptones - Sufferer's Time
7. The Upsetters - Sufferer's Dub
8. Junior Dread - Sufferer's Heights
9. The Congos - Don't Blame On I
10. The Meditations - Much Smarter
11. The Upsetters - Much Smarter Dub
12. The Meditations - Life Is Not Easy
13. The Upsetters - Life Is Not Easy Dub
14. Junior Murvin - Tedious
15. Max Romeo - War In A Babylon
16. The Upsetters - Revelation Dub
17. The Heptones & Jah Lion - Mr. President
18. Max Romeo - Chase The Devil

### CD 2
1. Lee Perry - Dreadlocks In Moonlight
2. Mikey Dread - Dread At The Mantrols
3. Errol Walker - In These Times
4. The Upsetters - In These Times Dub
5. Max Romeo & Jah Lion - Norman (Extended Domino Mix)
6. Junior Murvin - Police And Thieves
7. Glen Dacosta - Magic Touch
8. Jah Lion - Soldier & Police War
9. The Upsetters - Grumblin' Dub
10. Junior Murvin - Bad Weed
11. Errol Walker - John Public
12. Enos Barnes & Errol Walker - John Public Version
13. Junior Murvin & Dillinger - Roots Train
14. The Meditations - No Peace
15. The Upsetters - No Peace Dub
16. Raphael Green & Dr. Alimantado - Rasta Train
17. The Upsetters - Party Time (Part 2)

### CD 3
1. Augustus Pablo meets The Upsetter - Vibrate On
2. The Upsetters - Vibrator
3. The Upsetters - Bird In Hand
4. The Congos - Congoman
5. The Upsetters & Full Experience - Dyon Anasawa
6. The Upsetters & Dillinger - Rastaman Shuffle
7. The Heptones & Lee Perry - Why Must I Version
8. The Heptones - Make Up Your Mind
9. Upsetter Revue Featuring Junior Murvin - Closer Together
10. Keith Rowe - Groovy Situation
11. The Upsetters - Groovy Dub
12. George Faith - To Be A Lover
13. Lee Perry - Soul Fire
14. Lee Perry - Curly Locks
15. The Congos - Feast Of The Passover
16. Lee Perry - Roast Fish And Cornbread
17. The Upsetters - Corn Fish Dub

## Medverkande

### Musiker
- Bas - Boris Gardiner, Robbie Shakespeare, Winston Wright
- Trummor - Mlkey 'Boo' Richards, Sly Dunbar, 'Benbow' Creary
- Gitarr - Earl 'Chinna' Smith, Geoffrey Chung, Willie Lindo, Ranny Williams, Ernest Ranglin, Robert 'Billy Boy' Johnson, Phill
- Piano - Keith Stirling, Theophieus Becford
- Orgel - Winston Wright, Robbie Lyn
- Melodica - Augustus Pablo
- Percussion - Noel 'Skully' Simms, Uziah 'Sticky' Thompson, Lee Perry
- Trumpet - David Madden, Bobby Ellis
- Trombon - Vin 'Don D. Jr.' Gordon
- Saxofon - Richard Dirty Harry' 'Hall, Glen DaCosta.
- Flöjt: Egbert Evans

### Sångare
- Lee Perry
- The Heptones - Leroy Sibbles, Earl Morgan, Barry LIewellyn
- Max Romeo
- Junior Murvin
- Earl George Faith
- The Meditations - Winston Watson, Danny Clarke, Ansel Cridland
- The Congos - Cedric Myton, Roydel Johnson, Watty 'King' Burnett
- Errol Walker
- Devon Irons
- Raphael Green
- Winston 'Dr. Alimantando' Thompson
- Lester 'Dillinger' Bullocks
- Pat 'Jah Lion' Francis
- 'Michael 'Mikey Dread' Campbell
- Enos Barnes;
- Junior Dread; Marica Griffiths, Cynthia Schloss;
- Aura Lewis. Candy McKenzie, Pamela Reed